# 上村典子
上村 典子（うえむら のりこ、1963年7月15日 - ）は、日本の女優、声優、ナレーター。福岡県福岡市中央区出身。青二プロダクション所属。

## 略歴
日本大学芸術学部演劇科卒業。
青年座研究所卒業。

## 人物
方言は博多弁。
声優としては、多数のアニメ、CDドラマ、ゲーム、洋画などに出演している。
役柄としては、少年役、母親役、老婆役が多く、女性役を演じる場合は芯の強い気丈な女性役を演じることが多い。
趣味は乗馬、テニス、ピアノ、フルート、油絵。特技は動物の鳴き声。資格・免許は普通自動車免許。

## 出演
太字はメインキャラクター。

### テレビアニメ
1982年
- おちゃめ神物語コロコロポロン（出産の女神）
- みつばちマーヤの冒険（テクラ）

1983年
- キャプテン翼（1983年 - 1986年、タケシ、森崎 他）
- 銀河疾風サスライガー（おばさんA）
- 光速電神アルベガス（老婆）
- ストップ!! ひばりくん!（先子、ジャイアントトリッパー）
- ふしぎの国のアリス（ハートの女王）
- まんが日本史

1984年
- ビデオ戦士レザリオン（ユリコの母）
- 北斗の拳（1984年 - 1987年、カン〈2代目〉、老婆） - 2シリーズ
- 夢戦士ウイングマン（保健医、主婦）
- ルパン三世 PARTIII

1985年
- コンポラキッド（次郎長）
- ダーティペア（男の子B）
- はーいステップジュン（野々宮敏江）
- へーい!ブンブー（妊婦）

1986年
- ウルトラマンキッズのことわざ物語（ピグコ）
- 聖闘士星矢（1986年 - 1989年、マコト、一輝〈少年時代〉、アイザック〈少年時代〉 他）
- Bugってハニー
- メイプルタウン物語（ナターシャ・クマノフ）
- ロボタン（ダンプ）

1987年
- エスパー魔美（金子志麻）
- 仮面の忍者 赤影（1987年 - 1988年、勇吉）
- ゲゲゲの鬼太郎（第3作）（1987年 - 1988年、幸吉、管理人、長老の妻、タンク松竹、三吉の母、栗子、サソリ女）
- シティーハンター（1987年 - 1988年、女子大生、アグネス会員たち、鮎原ひろみ） - 2シリーズ
- 新メイプルタウン物語 パームタウン編（ロジャー、ナターシャ）
- ドラゴンボール（老婆、エクレ）
- ハイスクール!奇面組（三段腹幾重）
- レディレディ!!（ローラ）

1988年
- キテレツ大百科（1988年 - 1996年、熊田小百合、熊田実、コンチ 他）
- グリム名作劇場（魔女たち）
- 魁!!男塾（老婆）
- 新グリム名作劇場（1988年 - 1989年、婦人、主婦、魔女の母、母親、その女房、老婆、その妻、母親）
- 闘将!!拉麵男（ワン、フービン、旅人、プーラン）
- トランスフォーマー 超神マスターフォース（子供）
- ビックリマン（1988年 - 1989年、海母精、あっ晴れ天使）
- ひみつのアッコちゃん（第2作）（1988年 - 1989年、カン吉、大将の母、ヨシコ先生、老婆）
- 魔神英雄伝ワタル（マリアンネットの乳母、イタロウ村のバーサン）

1989年
- 悪魔くん（貧太の母、老婆）
- かりあげクン（ゆかり、看護婦、女将）
- 獣神ライガー（1989年 - 1990年、五郎の母）
- 新ビックリマン（1989年 - 1990年、ボルカンヌ）
- 戦え!超ロボット生命体 トランスフォーマーV（クランプ〈2代目〉）
- 魔神英雄伝ワタル2（ウメ星ばあさん、ものほしばあさん、老婆、オッカー・キンババ）
- 魔動王グランゾート（村長の娘、スノーウィの母）

1990年
- コボちゃんスペシャル 秋がいっぱい!!（ミネ）
- 魔法使いサリー（魔女、おうめ）
- もーれつア太郎（1990年版）（おばあさん、とらさん、ブタ松の母）

1991年
- ウルトラマンキッズ 母をたずねて3000万光年（1991年 - 1992年、ピグコ、子供たち、ザブラ博士の母、不思議の国の仲間たち、ダダプー）
- コボちゃんスペシャル 夢いっぱい!!（ミネ）
- 絶対無敵ライジンオー（1991年 - 1992年、谷口六郎）
- トラップ一家物語（生徒A）

1992年
- おやゆび姫物語（ガマ子）
- コボちゃん（1992年 - 1994年、ミネ）
- ちびまる子ちゃん（冬田美鈴〈初代〉、母親、与那嶺詩子〈2代目〉）
- ドラゴンクエスト ダイの大冒険（第1作）（レイラ）
- スーパービックリマン（吉報天女）
- スペースオズの冒険（グルーミルダ）
- 美少女戦士セーラームーン（1992年 - 1995年、クイン・メタリア、妖魔ペタソス、妖魔ヤシャ、カオリナイト） - 2シリーズ

1993年
- 蒼き伝説シュート!（俊彦の母親）
- 熱血最強ゴウザウラー（1993年 - 1994年、石田五郎、大山育代、北条千代乃〈校長先生〉）
- ツヨシしっかりしなさい（1993年 - 1994年、女主人、古田和枝、熊井）
- 忍たま乱太郎（団子屋のおばさん）

1994年
- カラオケ戦士マイク次郎（女将）
- コボちゃんスペシャル 祭りがいっぱい!（ミネ）
- ジャングルの王者ターちゃん♡（レーア、ベイツ〈2代目〉）
- ハックルベリー・フィン物語（ニセ・ワトソン、女房）

1995年
- アニメ世界の童話（母、ヒキガエルの母）
- 黄金勇者ゴルドラン（バツカン女王、オババ）
- キャプテン翼J（石崎の母）
- 空想科学世界ガリバーボーイ（チチ）
- ご近所物語（矢沢校長）

1996年
- イーハトーブ幻想〜KENjIの春（忠作）
- クレヨンしんちゃん（1996年 - 、小山ひさえ）
- ゲゲゲの鬼太郎（第4作）（1996年 - 1998年、お婆さん、良子、呼子、琢也、磯女、納戸婆、長老）
- ドラゴンボールGT（オバサン重役）

1997年
- キューティーハニーF（レディブル）
- 金田一少年の事件簿（水島タキ）
- ドクタースランプ（1997年 - 1999年、皿田きのこ、ジャングル少年の母）

1998年
- コボちゃんスペシャル 約束のマジックディ（ミネ）
- 星方武侠アウトロースター（老婆）
- センチメンタルジャーニー（安達満壽美）
- 熱沙の覇王ガンダーラ（シリカ）

1999年
- 神八剣伝（ハナ）
- 逮捕しちゃうぞ（食堂のおばちゃん）
- 魔術士オーフェン（母親、店主） - 2シリーズ

2000年
- 勝負師伝説 哲也（根津の妻）
- ファーブル先生は名探偵（吉岡梅子）
- 週刊ストーリーランド（隣人の女性）

2001年
- ののちゃん（教頭先生、すぎ）

2002年
- あたしンち（2002年 - 2009年、原先生、店長）

2003年
- ガンパレード・マーチ 〜新たなる行軍歌〜（駄菓子屋のおばちゃん）
- ポケットモンスター アドバンスジェネレーション（2003年 - 2004年、ミツヨ、ミズバア）

2004年
- アガサ・クリスティーの名探偵ポワロとマープル（クラーク夫人）
- デュエル・マスターズ チャージ（老婆）
- ポポロクロイス（老婆）

2005年
- 冒険王ビィト（ジェシカ）
- まじめにふまじめ かいけつゾロリ（ワラコ）　
- MONSTER（少年A）

2006年
- ガラスの艦隊（ギルティ）
- ドラえもん（テレビ朝日版第2期）（2006年 - 2018年、もて夫の母、店員、バーバ）
- ハチミツとクローバーII（広美）
- ONE PIECE（2006年 - 2025年、ロジおばさん、ルイジア、カーリー・ダダン、芸者の師匠〈津軽うみ〉、老婆）

2007年
- ゲゲゲの鬼太郎（第5作）（2007年 - 2009年、お稲婆さん、魔女〈初代〉、青子、小豆ばばあ、金太の母、腰元頭）
- のだめカンタービレ（野田静代）
- デルトラクエスト（ミン）
- もっけ（ヤマウバ）
- モノノ怪「のっぺらぼう」（姑）

2008年
- To LOVEる -とらぶる-（母ちゃん）

2009年
- こんにちは アン 〜Before Green Gables（マーガレット・カーライル前院長）
- ねぎぼうずのあさたろう（ひょうたんのお栄）
- 鋼の錬金術師 FULLMETAL ALCHEMIST（シャン）
- ポケットモンスター ダイヤモンド&パール（タツばあさん）

2010年
- あにゃまる探偵 キルミンずぅ（アヤメ）
- のだめカンタービレ フィナーレ（野田静代）

2011年
- 名探偵コナン（2011年 - 2020年、保科瑠華子、寅倉守与、聖沢鈴代、荻野雅子）

2013年
- おじゃる丸（ハチなんとかさん）

2014年
- 暴れん坊力士!!松太郎（おかみ）

2015年
- サザエさん
- 新あたしンち（2015年 - 2016年、原先生）
- ONE PIECE エピソードオブサボ 〜3兄弟の絆 奇跡の再会と受け継がれる意志〜（カーリー・ダダン）

2017年
- 正解するカド（真道美晴）
- 境界のRINNE（おばあさん）

2020年
- BanG Dream! ガルパ☆ピコ 〜大盛り〜（ナレーション）

2022年
- 赤ちゃん本部長（本部長母）
- デジモンゴーストゲーム（ガワッパモン）

### 劇場アニメ
1984年
- ウルトラマンキッズ M7.8星のゆかいな仲間（ピグコ）
- パパママバイバイ（学）

1985年
- キャプテン翼 ヨーロッパ大決戦（タケシ）
- キャプテン翼 危うし! 全日本Jr.（タケシ）

1986年
- キャプテン翼 明日に向って走れ!（タケシ）
- キャプテン翼 世界大決戦!! Jr.ワールドカップ（沢田）

1987年
- 聖闘士星矢（マコト）

1988年
- 火の雨がふる

1989年
- ひみつのアッコちゃん（大将の母〈光子〉）
- ひみつのアッコちゃん 海だ!おばけだ!夏まつり（カン吉）

1991年
- うしろの正面だあれ
- 機動戦士ガンダムF91（ナーイ）

1992年
- 三国志 第一部・英雄たちの夜明け（女房）

1994年
- Dr.スランプ アラレちゃん ほよよ!!助けたサメに連れられて…（まめ）
- Dr.スランプ アラレちゃん んちゃ!!わくわくハートの夏休み（まめ）

2000年
- 機動戦士ガンダム 特別版（老婆A）

2002年
- クレヨンしんちゃん 嵐を呼ぶ アッパレ!戦国大合戦（お里）

2010年
- 劇場版 3D あたしンち 情熱のちょ〜超能力 母大暴走!（原先生）

2014年
- 楽園追放 -Expelled from Paradise-（高官C）

### OVA
1986年
- 那由他（おばさん）

1989年
- 新キャプテン翼（1989年 - 1990年、沢田タケシ、森崎有三）

1991年
- ジャングルウォーズ（オババ）
- スローステップ（染井の母）

1992年
- うしおととら（麻子の祖母）
- 幻想叙譚エルシア（フラック、老婆）
- なにわ遊侠伝（ゴキブリの母）
- のぞみウィッチィズ（遼太郎の母）

1995年
- GOLDEN BOY さすらいのお勉強野郎（勝田法子）

1996年
- レジェンド・オブ・クリスタニア（おばば）

2004年
- Re:キューティーハニー（ゴールド・クロー）

2010年
- ONE PIECE FILM STRONG WORLD EPISODE:0（カーリー・ダダン）

### Webアニメ
- 佐賀県を巡るアニメーション「おかえり 故郷の唐津」「ただいま 思い出の佐賀」（2017年、おばさん、吉田）
- あたしンちNEXT（2024年、原先生）

### ゲーム
1996年
- 美少女バラエティゲームラピュラスパニック（マダムQ）

1997年
- 子育てクイズ マイエンジェル2（兄）※AC

1999年
- ゴルフしようよ（デボラ・ウィテカー）
- ラクガキショータイム（マム）

2000年
- NEUES（シーナ・ロウ）

2001年
- シェンムーII
- 逮捕しちゃうぞ YOU'RE UNDER ARREST（食堂のおばちゃん）

2002年
- ダーククロニクル（ボス）

2004年
- 勝負師伝説 哲也 DIGEST（根津妻）

2005年
- ソウルキャリバーIII（カスタムキャラクター・老婆）

2006年
- キャプテン翼（森崎有三、沢田タケシ）※PlayStation 2版

2008年
- Fable II（テレサ）

2009年
- スーパーロボット大戦NEO（石田五郎、大山育代）
- ソウルキャリバー Broken Destiny（オリジナルキャラクター）
- 龍が如く3

2010年
- クレヨンしんちゃん おバカ大忍伝 すすめ!カスカベ忍者隊!
- のだめカンタービレ 楽しい音楽の時間デス（野田静代）
- Fable III（テレサ）

2011年
- ONE PIECE ギガントバトル! 2 新世界（カーリー・ダダン）

2013年
- スーパーロボット大戦Operation Extend（石田五郎、大山育代）

2017年
- キャプテン翼 〜たたかえドリームチーム〜（森崎有三、沢田タケシ）
- グランブルーファンタジー（九尾）

### ドラマCD
- SWORD WORLD いにしえの巨人伝説 序章（ゲセナ）
- 熱血最強ゴウザウラー SAURERS NOTE 3（石田五郎、大山育代）
- 百鬼夜行抄（飯嶋八重子）
- 魔神英雄伝ワタル2 メモリアルCD「星界山ロケハン物語」（ウメ星ばあさん）
- ロードス島戦記 風と炎の魔神（おかみ）

### 吹き替え

#### 担当女優
ヴィオラ・デイヴィス
- DCエクステンデッド・ユニバース（アマンダ・ウォラー）
  - スーサイド・スクワッド
  - ザ・スーサイド・スクワッド “極”悪党、集結
  - ブラックアダム

- ウーマン・キング 無敵の女戦士たち（ナニスカ）
- 食べて、祈って、恋をして（デリア）
- ディスタービア（パーカー刑事）
- フェンス（ローズ・マクソン）
- ブラックハット（キャロル・バレットFBI捜査官）
- ロスト・マネー 偽りの報酬（ヴェロニカ・ローリングス）

クィーン・ラティファ
- TAXI NY（ベル）※機内上映版
- ヘアスプレー（“モーターマウス” メイベル・スタッブス）
- マペットのオズの魔法使い（エムおばさん）
- ラスト・ホリデイ（ジョージア）

#### 映画
- 藍色夏恋（モンの母〈ジョアンナ・チョウ〉）
- イルマーレ
- サンダーバード
- ジム・ヘンソンのウィッチズ/大魔女をやっつけろ!
- 潮風のいたずら（トラビス）※機内上映版
- その名にちなんで
- ダニー・ザ・ドッグ（マディ〈キャロル・アン・ウィルソン〉）※DVD版
- 007/リビング・デイライツ（ロジーカ・ミクロス）※ANA機内上映版
- ナポレオン・ダイナマイト（ラフォンダ・ルーカス〈ションドレラ・エイヴリー〉）
- 2 days トゥー・デイズ（オードリー・ホッパー〈マーシャ・メイソン〉）

#### ドラマ
- アグリー・ベティ4（ヘレン）
- 新チャーリーズ・エンジェル（所長）
- 太王四神記（大神官）
- チャームド 〜魔女3姉妹〜（エリース・ロースマン）※シーズン4
- 私はラブ・リーガル（マデリン・サマーズ判事）

#### アニメ
- パパはグーフィー

### 特撮
- ビーファイターカブト（1996年、闇の一角獣ミスティ・ホーンの声）
- ガメラ3 邪神覚醒（1999年）

### テレビドラマ
- 大河ドラマ
  - 春日局（稲葉家侍女）
  - 太平記（侍女）

### テレビ番組
- NHKスペシャル「アジア巨大遺跡」（声の出演）
- 日本人だけが知らない!ワールド謎ベンチャー（声の出演）
- サイエンスチャンネル 怖いけど知りたい体の話（人太郎）
- コズミックフロント（ボイスオーバー）
- ヨーコさんの"言葉"（朗読）

### 映画
- ザ・サンドイッチマン（デテナイおばちゃん）

### ナレーション
- アートステージ〜画家たちの美の饗宴〜（TOKYO MX）
- 大人旅行（BS11）
- 激録・警察密着24時!!（テレビ東京）
- 知ってるつもり?!
- 水曜ノンフィクション（不定期）
- 世界の怖い夜!
- 団塊スタイル
- にんげんゆうゆう
- ハマラジャ
- 報道特集（TBS）
- リオデジャネイロパラリンピック（競技のルール紹介のナレーション、2016年、NHK総合）

### ラジオドラマ
- サウンド夢工房 ユンカース・カム・ヒア（ユンカース）
- 青山二丁目劇場 真っ赤な友達（老婆みつこ）
- 京極夏彦ラジオドラマ 『百器徒然袋』（梶野美津子の母・ろく）

### その他コンテンツ
- GO!GO!ACKMAN（ジョセフィーヌ山本）